# Dostępność (projektowanie)
Dostępność (ang. accessibility) – szerokie pojęcie używane do opisania stopnia, w jakim dany system może być używany przez możliwie dużą grupę ludzi. W przeciwieństwie do użyteczności jako „łatwości użycia” czy ergonomii użytkowania, dostępność oznacza „możliwość skorzystania” z funkcji lub właściwości danego systemu.
Problematyka dostępności jest związana z barierami, jakie stoją przed osobami z niepełnosprawnościami lub starszymi.
Trzy główne typy dostępności to dostępność architektoniczna, dostępność informacyjno-komunikacyjna oraz dostępność cyfrowa.